# May Andersen
May Andersen de fapt Lykke May Andersen (n. 16 iulie 1982, Copenhaga) este un fotomodel danez. Andersen devine cunoscută când apare pe lista agenției de modă Victoria's Secret. Cu toate că a fost arestată din cauza unui scandal în Miami, ea prezintă programul turistic danez.